# Mattia Crucioli
Mattia Crucioli (Genova, 3 maggio 1976) è un politico italiano.

## Biografia
Laureato con lode in giurisprudenza nel 1999 presso l’Università degli Studi di Genova, svolge la professione di avvocato amministrativista dal 2002, iscritto all’Albo degli avvocati abilitati alle giurisdizioni superiori dal 2016. Ha inoltre svolto attività di assistente nelle materie di diritto internazionale e comunitario presso l’Università degli Studi di Udine.
Alle elezioni del marzo 2018 viene candidato al Senato della Repubblica nel collegio uninominale Liguria - 02 (Genova-San Fruttuoso), sostenuto dal Movimento 5 Stelle, venendo eletto senatore con il 33,53% dei voti contro i candidati del centro-destra, in quota Forza Italia, l'ex presidente della Provincia di Savona Angelo Vaccarezza (29,8%) e del centro-sinistra, in quota PD, la ministra della difesa uscente Roberta Pinotti (27,16%).
Il 17 febbraio 2021 non vota la fiducia al governo Draghi. Il giorno successivo il Capo politico Vito Crimi lo espelle dal Movimento 5 Stelle e contestualmente aderisce al Gruppo misto. Il 22 giugno, insieme ad altri tre senatori ex M5S, aderisce alla componente L'alternativa c'è - Lista del Popolo per la Costituzione che si scioglierà il 9 novembre.
Il 27 gennaio 2022 con altri ex M5S forma la componente C.A.L. Costituzione Ambiente Lavoro - IdV che si scioglie subito. Il 27 aprile 2022 con alcuni ex M5S e i senatori del Partito Comunista e di Italia dei Valori dà vita al gruppo parlamentare C.A.L. (Costituzione Ambiente Lavoro) - PC - IdV.
In vista delle elezioni amministrative del 2022 presenta la sua candidatura a sindaco a Genova, con la lista "Uniti per la Costituzione" che include movimenti e partiti politici che si oppongono al governo Draghi e le sue politiche come Alternativa, Italexit di Gianluigi Paragone, Ancora Italia di Francesco Toscano, Riconquistare l'Italia di Stefano D'Andrea e il Partito Comunista di Marco Rizzo, che alla tornata elettorale raccoglie il 3,56% dei voti, piazzandosi terzo, ma che gli permette di diventare consigliere comunale di Genova in qualità di candidato sindaco non eletto della sua lista.
Il 16 ottobre 2022 viene eletto presidente di Alternativa dall'Assemblea nazionale del movimento, subentrando a Pino Cabras.
Il 29 gennaio 2023 si dimette da presidente del partito, dopo che l’assemblea degli iscritti ha bocciato la sua proposta di coalizzarsi con altre forze antisistema. Gli succede la sua vice Emanuela Corda. Il 24 aprile seguente, insieme agli ex colleghi parlamentari Emanuele Dessì e Vito Rosario Petrocelli e a Igor Camilli di Patria Socialista, lancia il nuovo partito di sinistra NOI (Nuovo Ordine Internazionalista) diventandone coordinatore territoriale.
Nell'estate del 2024 viene nominato vicesindaco del comune di Santo Stefano d’Aveto nella giunta di Roberto Pareti senza dover rinunciare al posto di consigliere comunale a Genova.
In vista delle elezioni regionali in Liguria del 2024 Crucioli, in qualità di capogruppo a Genova di Uniti per la Costituzione, annuncia la candidatura alla presidenza di Nicola Morra. Crucioli è il più votato su tre province con 768 voti ma la lista raccoglie solo lo 0,88%.
Alle amministrative del 2025 Crucioli si ricandida a sindaco di Genova per Uniti per la Costituzione e con il sostegno di  Ancora Italia, Popolo Unito, Demos, Circolo Culturale Proletario, SiAmo, Contronarrazione oltre al gruppo Giovani Genovesi.
Tuttavia con circa 3.500 voti (1,5%) arriva terzo dietro a Silvia Salis del centro-sinistra e Pietro Piciocchi del centro-destra mancando questa volta l’elezione in consiglio comunale.